# EM i landevejscykling 2022
EM i landevejscykling 2022 var det 28. europæiske mesterskab i landevejscykling. Konkurrencerne fandt sted for juniorer og U23 den 7. til den 10. juli 2022 i Anadia, Portugal, mens de for eliten fandt sted den 14. til 21. august 2022 i München, Tyskland.

## Medaljeoversigt

### Herrer
| Event           | Guld                                  | Guld       | Sølv                             | Sølv  | Bronze                            | Bronze   |
| --------------- | ------------------------------------- | ---------- | -------------------------------- | ----- | --------------------------------- | -------- |
| Herrer - Elite  |                                       |            |                                  |       |                                   |          |
| Linjeløb        | Fabio Jakobsen · Holland (NED)        | 4t 38' 49" | Arnaud Démare · Frankrig (FRA)   | + 00" | Tim Merlier · Belgien (BEL)       | + 00"    |
| Enkeltstart     | Stefan Bissegger · Schweiz (SUI)      | 27' 06"    | Stefan Küng · Schweiz (SUI)      | + 01" | Filippo Ganna · Italien (ITA)     | + 09"    |
| Herrer - U23    |                                       |            |                                  |       |                                   |          |
| Linjeløb        | Felix Engelhardt · Tyskland (GER)     | 3t 37' 27" | Mathias Vacek · Tjekkiet (CZE)   | + 00" | Davide De Pretto · Italien (ITA)  | + 00"    |
| Enkeltstart     | Alec Segaert · Belgien (BEL)          | 27' 25"    | Fran Miholjević · Kroatien (CRO) | + 50" | Eddy Le Huitouze · Frankrig (FRA) | + 51"    |
| Herrer - Junior |                                       |            |                                  |       |                                   |          |
| Linjeløb        | Jan Christen · Schweiz (SUI)          | 2t 42' 10" | Jørgen Nordhagen · Norge (NOR)   | + 19" | Léo Bisiaux · Frankrig (FRA)      | + 2' 02" |
| Enkeltstart     | Mathieu Kockelmann · Luxembourg (LUX) | 28' 06"    | Jens Verbrugghe · Belgien (BEL)  | + 19" | Emil Herzog · Tyskland (GER)      | + 35"    |

### Damer
| Event          | Guld                               | Guld       | Sølv                              | Sølv  | Bronze                              | Bronze |
| -------------- | ---------------------------------- | ---------- | --------------------------------- | ----- | ----------------------------------- | ------ |
| Damer - Elite  |                                    |            |                                   |       |                                     |        |
| Linjeløb       | Lorena Wiebes · Holland (NED)      | 2t 59' 20" | Elisa Balsamo · Italien (ITA)     | + 00" | Rachele Barbieri · Italien (ITA)    | + 00"  |
| Enkeltstart    | Marlen Reusser · Schweiz (SUI)     | 31' 00"    | Ellen van Dijk · Holland (NED)    | + 06" | Riejanne Markus · Holland (NED)     | + 28"  |
| Damer - U23    |                                    |            |                                   |       |                                     |        |
| Linjeløb       | Shirin van Anrooij · Holland (NED) | 2t 57' 41" | Vittoria Guazzini · Italien (ITA) | + 11" | Fem van Empel · Holland (NED)       | + 11"  |
| Enkeltstart    | Shirin van Anrooij · Holland (NED) | 31' 34"    | Vittoria Guazzini · Italien (ITA) | + 11" | Marie Le Net · Frankrig (FRA)       | + 12"  |
| Damer - Junior |                                    |            |                                   |       |                                     |        |
| Linjeløb       | Églantine Rayer · Frankrig (FRA)   | 2t 32' 38" | Eleonora Ciabocco · Italien (ITA) | + 00" | Federica Venturelli · Italien (ITA) | + 02"  |
| Enkeltstart    | Justyna Czapla · Tyskland (GER)    | 33' 30"    | Églantine Rayer · Frankrig (FRA)  | + 45" | Febe Jooris · Belgien (BEL)         | + 48"  |

### Mixed
| Event          | Guld                                                                                        | Guld       | Sølv                                                                       | Sølv     | Bronze                                                                        | Bronze   |
| -------------- | ------------------------------------------------------------------------------------------- | ---------- | -------------------------------------------------------------------------- | -------- | ----------------------------------------------------------------------------- | -------- |
| Mixed - U23    |                                                                                             |            |                                                                            |          |                                                                               |          |
| Holdtidskørsel | Tyskland · Maurice Ballerstedt · Tobias Buck-Gramcko · Ricarda Bauernfeind · Linda Riedmann | 58' 26"    | Schweiz · Fabio Christen · Arnaud Tendon · Jasmin Liechti · Annika Liehner | + 1' 16" | Holland · Lars Boven · Tim Marsman · Mischa Bredewold · Femke Gerritse        | + 1' 49" |
| Mixed - Junior |                                                                                             |            |                                                                            |          |                                                                               |          |
| Holdtidskørsel | Italien · Alessandro Cattani · Nicolas Milesi · Alice Toniolli · Valentina Zanzi            | 1t 02' 20" | Tyskland · Fabian Wünstel · Louis Leidert · Hannah Kunz · Jette Simon      | + 03"    | Estland · Oliver Rüster · Lauri Tamm · Elisabeth Ebras · Laura Lizette Sander | + 42"    |

## Danske deltagere
Herrer - U23
- Matias Malmberg - enkeltstart, holdtidskørsel og linjeløb
- Adam Holm Jørgensen - enkeltstart, holdtidskørsel og linjeløb
- Kasper Andersen - linjeløb
- Tobias Lund Andresen - linjeløb
- Anders Foldager - linjeløb
- Rasmus Søjberg Pedersen - linjeløb

Herrer - Junior
- Kristian Egholm - enkeltstart, holdtidskørsel og linjeløb
- Henrik Breiner Pedersen - enkeltstart, holdtidskørsel og linjeløb
- Theodor Storm - linjeløb
- Mads Landbo - linjeløb
- Frederik Lykke - linjeløb
- Alfred Grenaae - linjeløb[1]

Damer - U23
- Laura Auerbach-Lind - enkeltstart, holdtidskørsel og linjeløb
- Ellen Hjøllund Klinge - enkeltstart, holdtidskørsel og linjeløb

Damer - Junior
- Ida Mechlenborg Krum - enkeltstart, holdtidskørsel og linjeløb
- Victoria Lund - enkeltstart, holdtidskørsel og linjeløb
- Solbjørk Minke Anderson - linjeløb[2]